# 49 Serpentis
49 Serpentis är en dubbelstjärna och misstänkt variabel i Herkules stjärnbild. Trots sin Flamsteed-beteckning tillhör den inte Ormens stjärnbild. Den ligger på gränsen mellan stjärnbilderna och fick byta tillhörighet vid översynen av gränser mellan stjärnbilderna år 1930 och benämns efter bytet av stjärnbild ofta med sin HD-beteckning, HD 145958.
Stjärnan har visuell magnitud +6,68 och varierar utan någon fastställd amplitud eller periodicitet.